# Academia de Música San Pío X
La Academia de Música San Pío X (en portugués: Academia de Música São Pio X ) es una escuela de música en Macao, en el sur de China, que imparte clases en varios idiomas, fundada por el sacerdote Áureo Castro en 1962, bajo la sugerencia del director del Conservatorio Nacional de Lisboa. Su nombre original era "Escola de las Misiones Católicas" (literalmente, "Escuela de las Misiones católicas"), y la escuela abrió sus puertas el 2 de octubre con 48 estudiantes matriculados. Su personal inicial estaba compuesto por Cesare Brianza (piano), Maria de Lurdes Ruas Freire García (piano), Antonio Freire García (violín), Marcos Lau y otros dos maestros no identificados.